# (3336) Grygar
(3336) Grygar es un asteroide perteneciente al cinturón de asteroides, descubierto el 26 de octubre de 1971 por Luboš Kohoutek desde el Observatorio de Hamburgo-Bergedorf, Hamburgo, Alemania.

## Designación y nombre
Designado provisionalmente como 1971 UX. Fue nombrado Grygar en honor al 60 cumpleaños del astrónomo checo Jiří Grygar.